# Catabrosa aquatica
Espèce
Catabrosa aquatica, de noms communs Catabrose aquatique ou Canche aquatique, est une plante vivace du genre Catabrosa et de la famille des Poaceae.

## Description

### Appareil végétatif
La canche aquatique mesure de 10 à 70 cm de hauteur, sa souche est rampante et stolonifère. La tige a des nœuds noirâtres. Les feuilles sont courtes, larges (jusqu'à 10 mm), molles, obtuses et lisses, carénées ; la ligule est allongée et obtuse ; les gaines sont comprimées, glabres et lisses.

### Appareil reproducteur
L'inflorescence est une panicule oblongue, atteignant 30 cm de longueur, généralement panachée de violet, à rameaux verticillés et scabres, longtemps incluse dans la gaine de la feuille terminale. Les épillets ont deux (rarement une ou trois) fleurs de petite taille (environ 4 mm), l'inférieure sessile et l'autre pédicellée ; les glumes sont inégales, la supérieure étant plus grande, arrondies, irrégulièrement dentées-crénelées au sommet ; les glumelles subégales, très semblables, sont tronquées au sommet, un peu cilié sur les trois nervures saillantes. La floraison a lieu en mai et juin.

## Répartition
C'est une espèce circumboréale des régions tempérées froides, présente dans presque toute l'Europe, à l'exception notable du sud de la Péninsule ibérique et de la Crète ; on la trouve aussi dans une grande partie de l'Asie occidentale et centrale, et en Amérique du Nord. En France, elle existe un peu partout, mais de façon très disséminée ; elle est rare voire absente en région méditerranéenne.

## Habitat et écologie
La canche aquatique est une espèce amphibie, vasicole, aux conditions oligomésotrophes. Elle pousse dans les fossés, mares, bords d'étangs, sur substrats vaseux et eutrophes en milieu acide ; jusqu'à 2000 m d'altitude.

## Synonymes

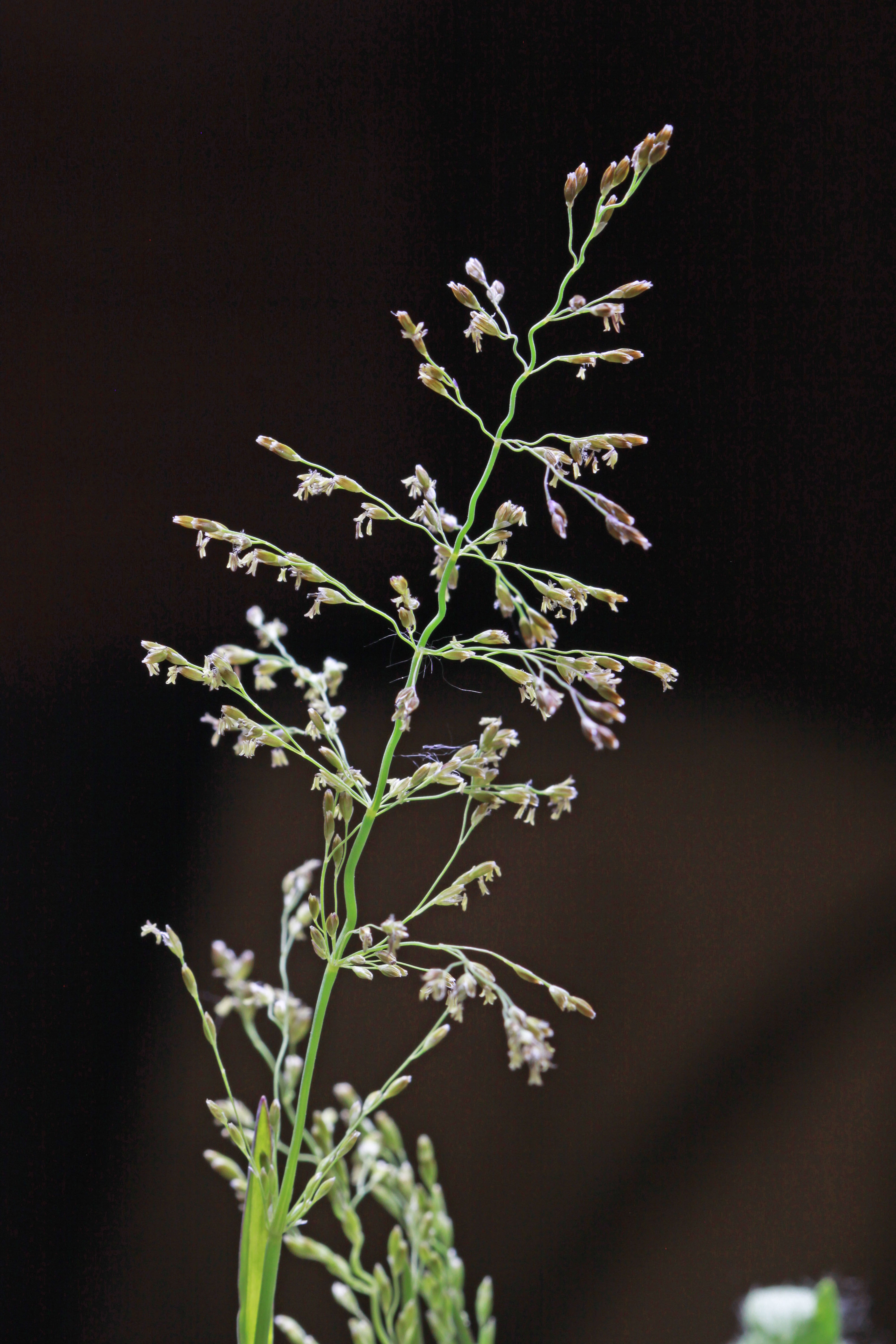
panicule

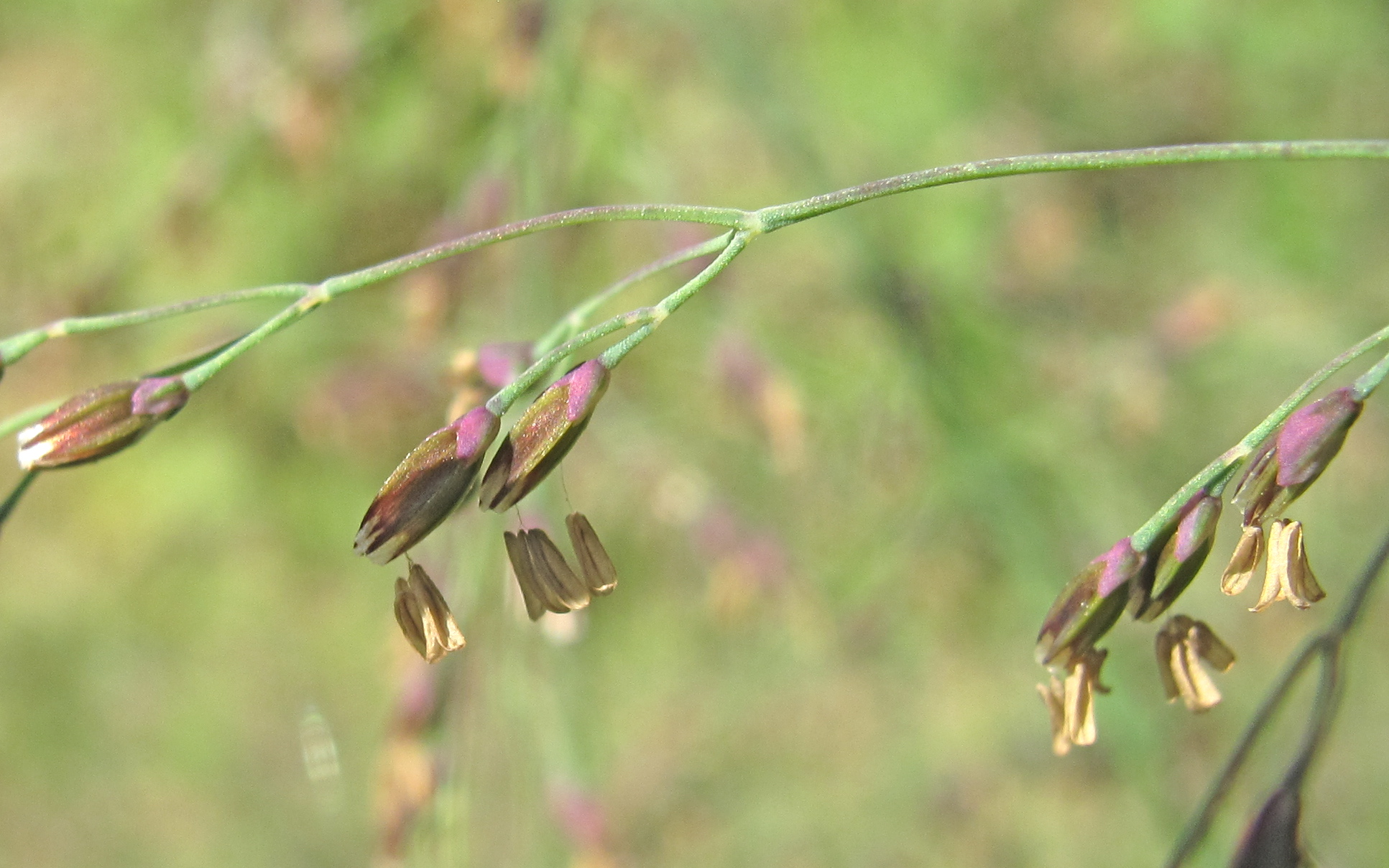
fleurs

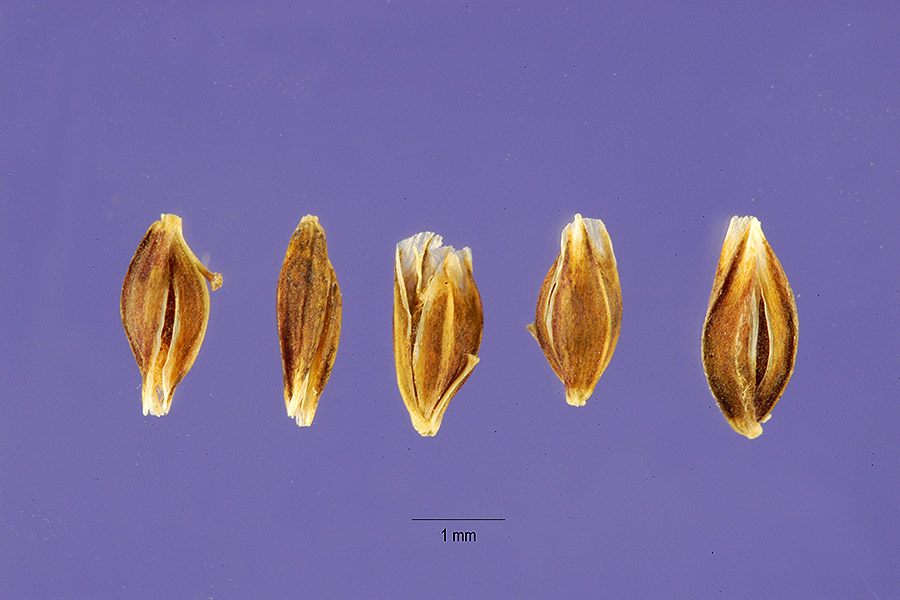
graines

- Aira aquatica var. duplicata Chaub., 1833
- Aira aquatica var. multiplicata Chaub., 1833
- Aira aquatica var. ochroleuca (Dumort.) Lej., 1825
- Aira aquatica L., 1753
- Catabrosa airoides Chevall., 1827
- Catabrosa aquatica (L.) P.Beauv. var. aquatica
- Catabrosa aquatica subsp. capusii (Franch.) Tzvelev, 1969
- Catabrosa aquatica subsp. minor (Bab.) Perring & P.D.Sell, 1967
- Catabrosa aquatica subsp. ochroleuca (Dumort.) Nyman, 1882
- Catabrosa aquatica var. latifolia Schur, 1866
- Catabrosa aquatica var. laurentiana Fernald, 1933
- Catabrosa aquatica var. littoralis Parn., 1845
- Catabrosa aquatica var. major Peterm., 1838
- Catabrosa aquatica var. minor Bab., 1843
- Catabrosa aquatica var. terrestris Deysson, 1908
- Catabrosa aquatica var. terrestris Meinsh., 1878
- Catabrosa aquatica var. uniflora Gray, 1821
- Catabrosa capusii Franch., 1884
- Catabrosa ochroleuca Dumort., 1824
- Catabrosa sikkimensis Stapf, 1896
- Colpodium aquaticum (L.) Trin., 1830
- Diarrhena aquatica (L.) Raspail, 1825
- Festuca airoides Mutel, 1837
- Glyceria airoides (Koeler) Rchb., 1827
- Glyceria aquatica var. triflora Korsh., 1892
- Glyceria aquatica (L.) J.Presl & C.Presl, 1819
- Glyceria catabrosa Klett & Richt., 1830
- Glyceria triflora (Korsh.) Kom., 1934
- Hydrochloa airoides Hartm., 1819
- Melica aquatica (L.) Loisel., 1828
- Molinia aquatica (L.) Wibel, 1799
- Poa airoides var. purpurascens DC., 1805
- Poa airoides Koeler, 1802
- Poa dulcis Salisb., 1796
- Poa pseudoairoides J.Herm., 1812
- Poa rivularis Bernh., 1800[3]